# Lago di Pianfei
Il lago di Pianfei è un lago artificiale situato in provincia di Cuneo.

## Descrizione

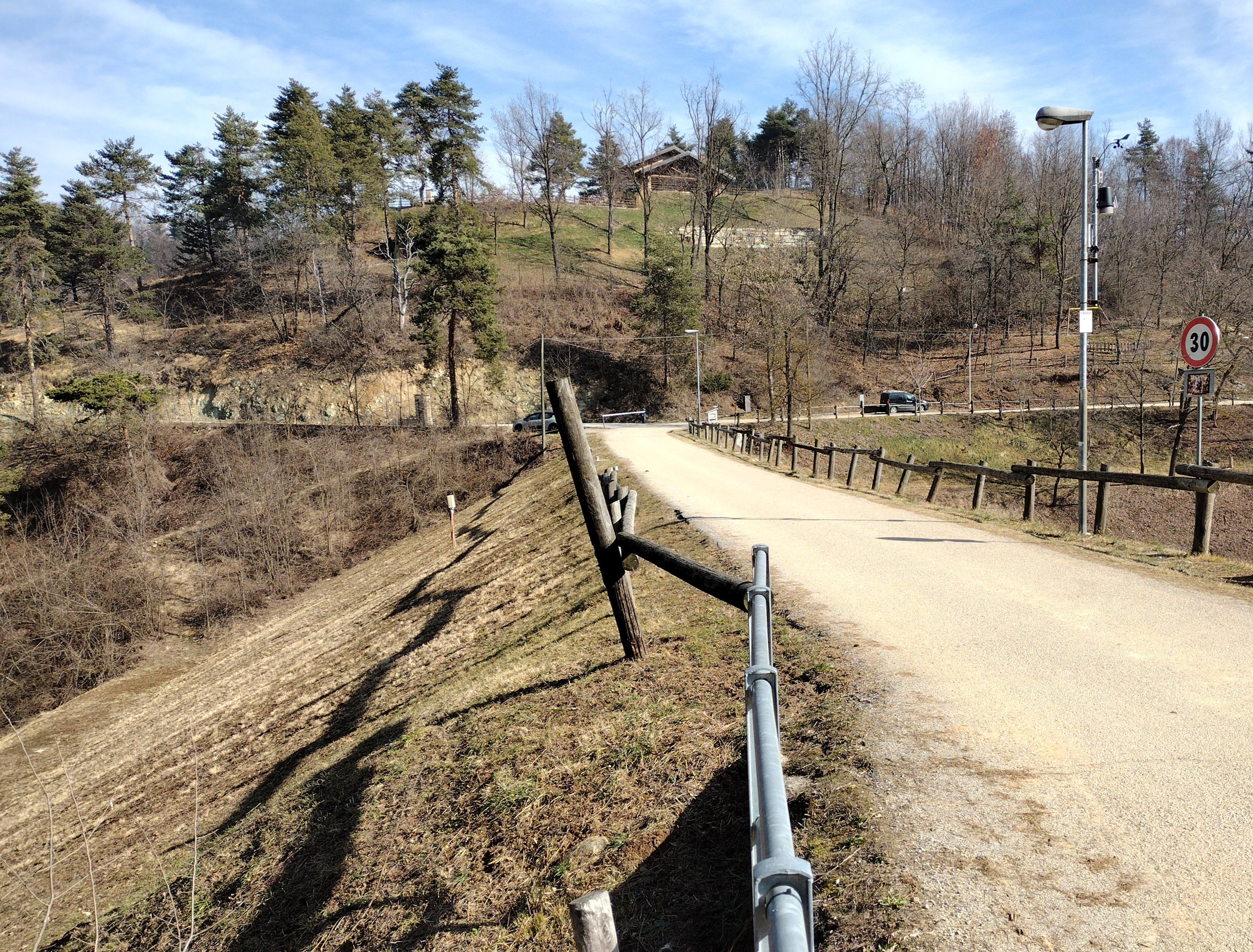
La diga: paramento di monte

Il piccolo invaso si trova quasi interamente nel territorio comunale di Chiusa Pesio al confine con il comune di Pianfei, nella parte più settentrionale delle Alpi Liguri. La zona del suo bacino idrografico comprende rocce di varie tipologie tra le quali calcescisti e serpentiniti.
L'area del bacino idrografico sotteso dalla diga è di 1,21 km quadrati. La capienza massima dell'invaso è di 550.000 metri cubi. Lo sbarramento è stato effettuato con una diga della tipologia di terra omogenea, ed è alto 20,50 metri.

## Storia

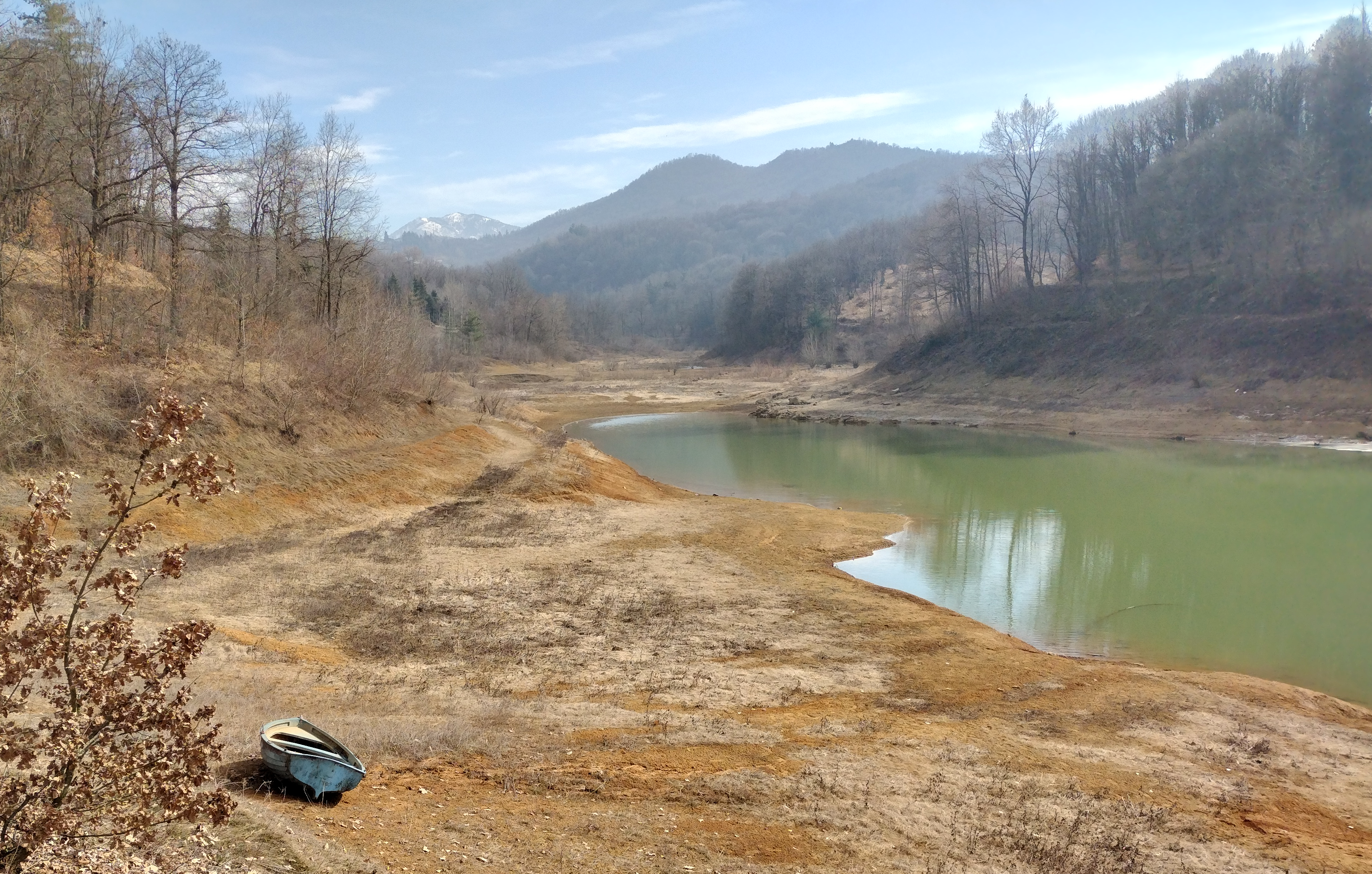
Il lago nel febbraio 2023

L'invaso venne realizzato nel 1963 a scopo irriguo. I lavori di costruzione terminarono nel 1964. Il bacino è gestito dal Consorzio Irriguo Bealerotto Mussi, costituito nel 1961. Nel 2021 sono iniziate le attività legate ad un grande progetto di estensione della rete idrica del Monregalese che coinvolgono anche il Lago di Pianfei.

## Fruizione

### Pesca sportiva
L'invaso è compreso nella riserva di pesca della FIPSAS chiamata “Lago di Pianfei”. Tra i pesci presenti nel lago si segnalano la carpa, il luccio, lo storione, la trota fario e la trota iridea. La pesca è aperta da metà marzo a metà dicembre.

### Escursionismo e MTB
Il lago è anche meta di camminatori e biker, che possono percorrere la stradina a fondo naturale che circonda il bacino idrico o spingersi sulla vasta rete di sentieri della zona. La zona viene anche frequentata per escursioni a cavallo.